# Mniów
Pour les articles homonymes, voir Mniów (homonymie).
Mniów est un village de la voïvodie de Sainte-Croix et du powiat de Kielce. Il est le siège de la gmina de Mniów et comptait 1 876 habitants en 2007.